# Новищино
Новищино (бел. Навішчына) — деревня в Борисовском районе Минской области Белоруссии, в составе Гливинского сельсовета. Население 46 человек (2009).

## География
Деревня находится в 27 км к юго-востоку от центра города Борисов вблизи точки, где сходятся Борисовский, Червенский и Березинский районы. Новищино стоит в 5 км от реки Уша (be:Рака Уша, прыток Бярэзіны), в которую стекают ручьи из находящихся около Новищино торфяных болот. Деревня связана автодорогой с Гливином через Забашевичи.

## История
В 1908 г. деревня насчитывала 10 дворов и 82 жителя, принадлежала Гливинской волости Борисовского уезда Минской губернии. С 1919 года в составе БССР, согласно переписи 1926 года — 20 дворов, 107 жителей. В Великую Отечественную войну с июля 1941 г. по 29 июня 1944 года оккупирована немецко-фашистскими захватчиками. В 1988 году — 100 жителей.
28 мая 2013 года вместе с другими населенными пунктами ликвидированного Забашевичского сельсовета передана в состав Гливинского сельсовета.

## Достопримечательности
- Деревянная католическая часовня Воздвижения (1814 год)[2]